# 1999 v športu
1999 v športu.

## Avto - moto šport
- Formula 1: Mika Häkkinen, Finska, McLaren – Mercedes, osvoji svoj drugi zaporedni naslov s petimi zmagami in 72 točkami,   konstruktorski naslov je šel v roke moštvu Scuderia Ferrari z 128 osvojenimi točkami
- 500 milj Indianapolisa: slavil je Kenny Brack, Švedska, z bolidom Dallara/Aurora, za moštvo A.J. Foyt Enterprises[1]

## Kolesarstvo
- Tour de France 1999: brez zmagovalca, na tekmi je sicer slavil Lance Armstrong toda kasnejo so mu zmago odvzeli zaradi afere z dopingom
- Giro d'Italia: Ivan Gotti, Italija

## Košarka
- Pokal evropskih prvakov: Žalgiris Kaunas
- NBA: San Antonio Spurs premagajo New York Knicks s 4 proti 1 v zmagah, MVP finala je Tim Duncan[2]

## Nogomet
- Liga prvakov: Manchester United premaga Bayern München s 2 – 1 v fenomenalni končnici tekme, ko zaostanek za gol v sodnikovem podaljšku z dvema goloma pretvorijo v zmago[3]

## Rokomet
- Liga prvakov: španska Barcelona je s 51-40 premagala hrvaški Zagreb v dveh tekmah finala (22-22 in 28-19)[4]
- Liga prvakinj: madžarski Dunaferr je s 51-49 premagal slovenski Krim v dveh finalnih tekmah (25-23 in 26-26 )[5]

## Smučanje
- Alpsko smučanje: 
  - Svetovni pokal v alpskem smučanju, 1999
    - Moški: Lasse Kjus, Norveška,[6] njegov drugi in zadnji naslov
    - Ženske: Alexandra Meissnitzer,[7] Avstrija, njen prvi in edini naslov

  - Svetovno prvenstvo v alpskem smučanju 1999: 
    - Moški:
    - Slalom: Kalle Palander, Finska
    - Veleslalom: Lasse Kjus, Norveška
    - Superveleslalom: Hermann Maier, Avstrija in Lasse Kjus, Norveška
    - Smuk: Hermann Maier, Avstrija
    - Kombinacija: Kjetil André Aamodt, Norveška
    - Ženske:
    - Slalom: Zali Steggall, Avstralija
    - Veleslalom: Alexandra Meissnitzer Avstrija
    - Superveleslalom: Alexandra Meissnitzer, Avstrija
    - Smuk: Renate Götschl, Avstrija
    - Kombinacija: Pernilla Wiberg, Švedska
- Nordijsko smučanje: 
  - Svetovni pokal v smučarskih skokih 1999:
    - Moški: 1. Martin Schmitt, Nemčija, 2. Janne Ahonen, Finska, 3. Noriaki Kasai, Japonska[8]
    - Pokal narodov: 1. Japonska, 2. Nemčija, 3. Avstrija

## Tenis
- Turnirji Grand Slam za moške:
  - 1. Odprto prvenstvo Avstralije: Jevgenij Kafelnikov, Rusija[9]
  - 2. Odprto prvenstvo Francije: Andre Agassi, ZDA
  - 3. Odprto prvenstvo Anglije – Wimbledon: Pete Sampras, ZDA[10]
  - 4. Odprto prvenstvo ZDA: Andre Agassi, ZDA
- Turnirji Grand Slam za ženske:
  - 1. Odprto prvenstvo Avstralije: Martina Hingis, Švica[11]
  - 2. Odprto prvenstvo Francije: Steffi Graf, Nemčija
  - 3. Odprto prvenstvo Anglije – Wimbledon: Lindsay Davenport, ZDA[12]
  - 4. Odprto prvenstvo ZDA: Serena Williams, ZDA
- Davisov pokal: Avstralija slavi s 3-2 nad Francijo[13]

## Hokej na ledu
- NHL – Stanleyjev pokal: Dallas Stars premagajo Buffalo Sabres s 4 proti 2 v zmagah
- SP 1999: 1. Češka, 2. Finska, 3. Švedska[14]

## Rojstva
- 28. februar: Luka Dončić, slovenski košarkar
- 12. marec: Janja Garnbret, slovenska športna plezalka
- 4. julij: Domen Prevc, slovenski smučarski skakalec

## Smrti
- 29. januar: Willy Bandholz, nemški rokometaš (* 1912)
- 14. februar: Nikolaj Hlistov, ruski hokejist, (* 1932)
- 19. februar: Georg Meier, nemški motociklistični in avtomobilistični dirkač, (* 1910)
- 14. junij: Anna Virginia McCune Harper, ameriška tenisačica (* 1902)
- 25. junij: Lars Svensson, švedski hokejist, (* 1926)
- 9. julij: Esme Mackinnon, britanska alpska smučarka (* 1913)
- 7. avgust: John Van Ryn, ameriški tenisač, (* 1905)
- 18. november: Leon Štukelj, slovenski telovadec in olimpionik (* 1898)
- 18. november: Jevgenij Belošejkin, ruski hokejist, (* 1966)
- 30. november: Volodomir Jaščenko, ukrajinski atlet, (* 1959)
- 28. december: Helen Boughton-Leigh, ameriško-britanska alpska smučarka, (* 1906)